# Kyrkoherden (film)
Kyrkoherden (videotitel: Den ståndaktige kyrkoherden) är en svensk komedifilm från 1970 i regi av Torgny Wickman. I titelrollen ses Jarl Borssén.

## Handling
Under häxprocesserna på 1600-talet anklagas en kvinna, Barbro, för att vara häxa och bränns på bål. Barbro förbannar byns präst som genomdrivit häxanklagelserna och utlovar att hennes efterkommande ska hämnas henne. Under den karolinska eran tillträder prästens son som kyrkoherde i församlingen och Barbros dotter förhäxar honom så att han drabbas av konstant erektion, som vägrar att lägga sig. Läget är mycket penibelt. Byns kvinnor får rycka in och försöka ställa allt till rätta.

## Om filmen
Filmen premiärvisades på biografer i Sverige annandag påsk 1970. Stockholmspremiär på biograf China vid Berzelii park. Som förlaga har man Bengt Anderbergs novell När det gick för kyrkoherden i antologin Kärlek I från 1965. Filmen spelades in hösten 1969 i Movie Art of Europe studio i  Nacka med exteriörer från Forsmarks herrgård i Roslagen av Lasse Björne.

## Rollista i urval
- Jarl Borssén – kyrkoherde
- Margit Carlqvist – mor Sybill
- Magali Noël – grevinna
- Diana Kjaer – Sanna
- Solveig Andersson – Anita
- John Elfström – klockare
- Dirch Passer – Bartholomeus
- Håkan Westergren – biskop
- Åke Fridell – herr Paular
- Lissi Alandh – fru Paular
- Arne Källerud – postiljon
- Christer Söderlund – soldat
- Anne Grete Nissen – häxan Barbro
- Kim Anderzon – Agneta
- Louise Tillberg – Sylfidia
- Cornelis Vreeswijk – vinskänk
- Mona Månsson – Berlack
- Karin Miller – Anna
- Inger Öjebro – Dagmar
- Suzanne Hovinder – Alma

## Filmmusik i urval
- Han är likadan i dag, refrängtexten till frälningssången Jag har hört om Herren Jesus hur han gick på stormigt hav, av fru S Z Kaufman (1895) och melodi av kompositör William Augustus Ogden
- Vissnuttar av trubaduren Cornelis Vreeswijk
- Den blomstertid nu kommer, text Israel Kolmodin och melodin en svensk folkmelodi utan känd kompositör.